# 양양초등학교
양양초등학교는 대한민국 강원특별자치도 양양군에 있는 초등학교다.

## 학교 연혁
- 1906.09.08 사립 현산학교 개교
- 1910.04.01 양양공립보통학교(4년제)로 개칭
- 1919.04.01 6년제로 개편
- 1938.04.01 양양동공립심상소학교로 개칭
- 1941.04.01 양양동공립국민학교로 개칭
- 1951.09.01 양양국민학교로 개칭
- 1954.11.07 행정 수복
- 1996.03.01 양양초등학교로 개칭
- 2006.09.08 100주년 기념행사
- 2018.03.01 제32대 교장 이용승 부임
- 2021.01.08 제99회 졸업식 86명 (총 12,455명)

## 학교 상징
- 교화 : 백일홍 - 계속해서 아름다운 꽃을 피우는 백일홍
- 교목 : 설송 - 늠름하고 씩씩한 설송